# Slag bij Malplaquet
De Slag bij Malplaquet, die op 11 september 1709 werd geleverd op de grens van de Zuidelijke Nederlanden en Frankrijk, bij het Franse gehucht Malplaquet, was een van de belangrijkste veldslagen van de Spaanse Successieoorlog. Aan de zijde van de Grote Alliantie hadden de hertog van Marlborough en prins Eugenius de leiding; aan de zijde van Frankrijk en zijn bondgenoten de maarschalken Villars en Boufflers. De slag verliep zeer bloedig. Hoewel volgens de militaire normen van die tijd de overwinning naar de geallieerden ging, was dit op zijn best een pyrrusoverwinning. Het Nederlandse leger leed ernstige verliezen en kon nadien nimmer de rol spelen, die het voordien vervuld had.

## Achtergrond
Nog voor het begin van de Spaanse Successieoorlog had Marlborough namens koning-stadhouder Willem III het diplomatiek overleg over het hernieuwen van de Grote Alliantie gevoerd. Nadat Anna van Groot-Brittannië Willem in 1702 was opgevolgd, benoemde zij Marlborough tot kapitein-generaal van het Engelse leger. In de Republiek besloten de vier provincies waarin Willem het ambt van stadhouder had vervuld, die post vacant te laten. De Oostelijke gewesten stuurden hun jonge stadhouder Johan Willem Friso naar Malplaquet, maar de Staten-Generaal benoemden liever Marlborough tot luitenant-kapitein-generaal. Daarmee kwam hij dus aan het hoofd van de landstrijdkrachten van beide landen te staan, zij het dat hij zich het toezicht van gedeputeerden te velde moest laten welgevallen.
Het tweede grote contingent troepen voor de geallieerden werd geleverd door de Oostenrijkers. Die hadden in prins Eugenius een eigen kandidaat voor het opperbevelhebberschap van de geallieerde legers. Dit zou tot problemen hebben kunnen leiden, maar in de praktijk konden de twee uitstekend met elkaar overweg en voerden zij (als zij beiden aanwezig waren) gezamenlijk het opperbevel.
De Spaanse Successieoorlog werd wereldwijd uitgevochten. Er waren echter vier hoofdtonelen voor deze oorlog: het Iberisch schiereiland, Noord-Italië, Zuid-Duitsland en de Spaanse Zuidelijke Nederlanden. Hoewel strijdkrachten van de Republiek ook een belangrijke bijdrage aan de oorlog in Spanje en Zuid-Duitsland leverden, vochten zij overwegend in de Zuidelijke Nederlanden. Daar vormden zij doorgaans het grootste contingent. Hoewel de geallieerden onder Marlborough enige belangrijke veldslagen wonnen in dit oorlogstoneel, zoals de Slag bij Ramillies en de Slag bij Oudenaarde, wisselden de krijgskansen regelmatig. Toch leek Frankrijk tegen het eind van 1708 het onderspit te gaan delven. Frankrijk deed daarom toenaderingen voor vredesonderhandelingen, maar die werden door overvragen van de geallieerden in de lente van 1709 afgebroken. De oorlog werd dus onverminderd voortgezet in de zomer van 1709.

## Strategische situatie aan de vooravond

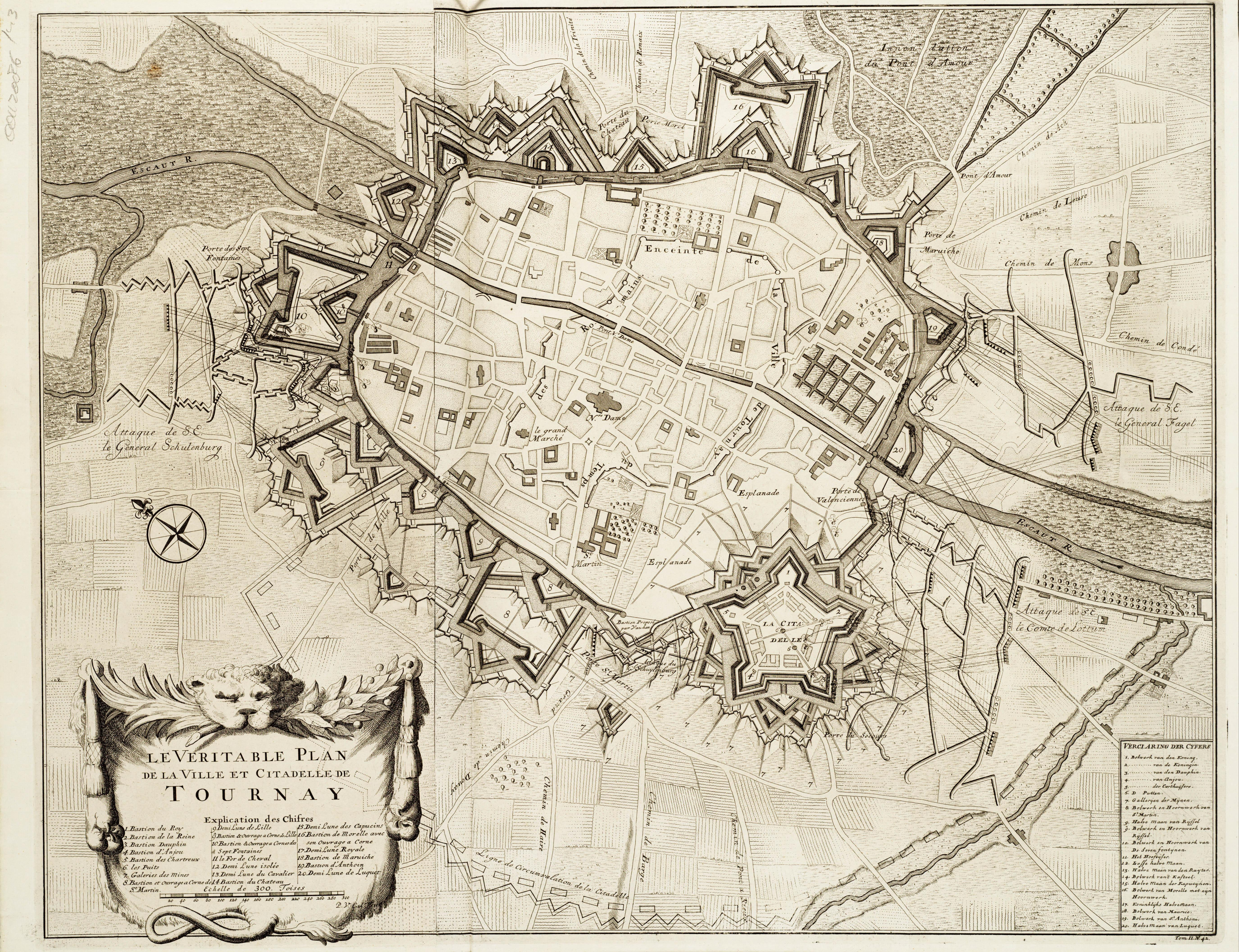
Het beleg van Doornik in 1709

Na de voor de geallieerden zeer gunstig verlopen campagne van het jaar 1708 en de uitzonderlijk strenge winter van dat jaar, die in Frankrijk tot grote ontberingen onder de bevolking leidde, maar ook de proviandering van beide legers bemoeilijkte, volgde de Franse opperbevelhebber Villars een defensieve strategie op bevel van het hoofdkwartier te Versailles. Hij ontweek de directe confrontatie met Marlborough, daartoe in staat gesteld door de sterke Franse fortenlinie. De geallieerden belegerden daarop in de zomer van 1709 een aantal van die vestingen, waaronder die van Doornik en Ieper, in de hoop daarmee een slag met het Franse veldleger te forceren. Doornik viel na een beleg van negentig dagen. Inmiddels was het grootste deel van het campagneseizoen verlopen. Liever dan door een voortzetting van het beleg van Ieper het uitbreken van ziekten in het kamp der belegeraars door de verslechterende weersomstandigheden te riskeren, verplaatste Marlborough zijn druk op het Franse front naar het oosten. Hij sloeg het beleg voor Bergen. Villars zag zich nu gedwongen (zoals Marlborough gehoopt had) inderdaad de confrontatie aan te gaan, door de belegeraars te bedreigen. Hij trok daartoe op naar het strategisch gelegen dorp Malplaquet, ten zuidwesten van Bergen, en groef zich daar in. Dit was een voor die tijd ongebruikelijke voorzorgsmaatregel, die echter tijdens de slag de Fransen aanzienlijke voordelen opleverde.

## Verloop van de slag

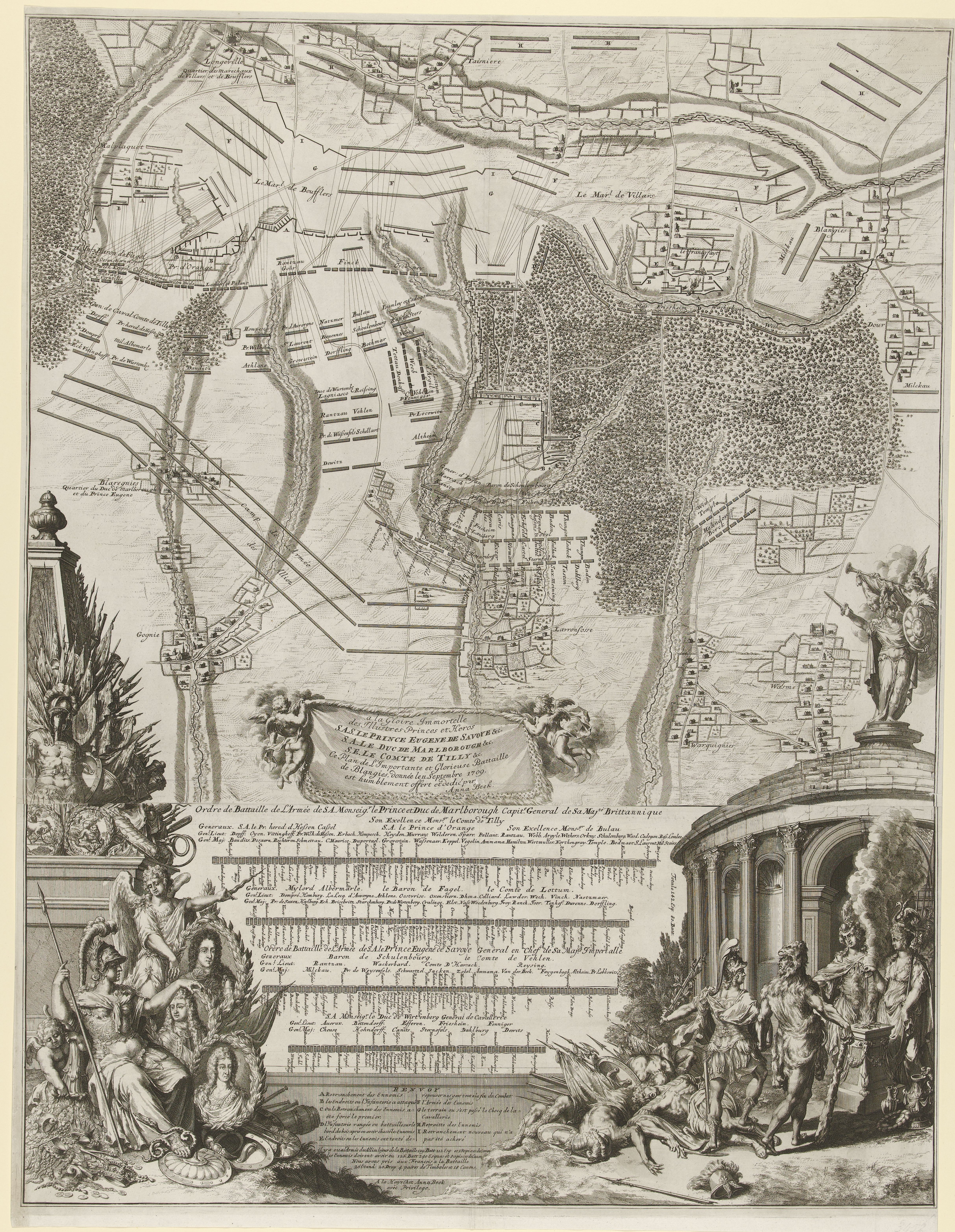
Slag bij Malplaquet

Zoals het kaartje laat zien, werd het slagveld gekenmerkt door een vlakte, met twee dichte wouden aan weerszijden. De Fransen hadden door de vlakte een geïmproviseerde linie gebouwd, die aan beide zijden verankerd was in versterkingen die in het bos doorliepen. Door de aanwezigheid van die bossen was het omtrekken van de Franse linie voor een flankeerbeweging (zoals die met succes was uitgevoerd tijdens de slagen bij Ramillies en Oudenaarde), niet eenvoudig. Villars kende inmiddels de voorkeur van Marlborough voor een dergelijke tactiek.
De geallieerde opstellingen waren als volgt: op de linkerflank het Nederlandse Staatse leger, nominaal onder opperbevel van de graaf van Tilly, maar bij deze gelegenheid voor het eerst geleid door de jonge prins Johan Willem Friso van Nassau-Dietz met 30 bataljons. In het midden de Engelsen onder Orkney met 15 bataljons en het contingent van Pruisen onder Lottum met 22 bataljons. Op de rechterflank de Oostenrijkse troepen van het Duitse Rijk onder Schulenburg met 40 bataljons, alsmede 19 bataljons Engelsen onder lt.-gen. Henry Withers. De reserve-hoofdmacht stond onder direct bevel van Marlborough en Eugenius.
Daartegenover stond een bijna even sterk leger (118 bataljons) van Fransen en bondgenoten (de keurvorsten van Beieren en Keulen en enige bataljons Ierse ballingen). De infanterie had zich ingegraven. Daarachter stond de Franse cavalerie in reserve opgesteld. Villars bevond zich op de rechtervleugel; zijn onderbevelhebber Boufflers leidde de linkervleugel.
Het krijgsplan van Marlborough was een variant op dat van Blenheim. Hij wilde de Fransen achtereenvolgens op beide flanken aanvallen, in de hoop dat zij dan hun centrum zouden verzwakken. Dat centrum zou dan door de Britse infanterie-in-reserve moeten worden doorbroken, waarbij de Franse veldwerken bezet zouden worden. De geallieerde cavaleriehoofdmacht (30.000 man sterk) zou vervolgens door die veldwerken trekken en de Franse cavalerie erachter aanvallen met de blanke sabel.
Het krijgsplan van Villars (die dit op basis van de eerder door Marlborough gevoerde tactiek wel verwachtte) was het spiegelbeeld hiervan: nadat de geallieerde aanvallen gestuit zouden zijn, zou de achter de Franse redans opgestelde cavalerie die in omgekeerde richting doorschrijden en dan aan de tegengestelde kant de voorziene cavalerieslag beginnen.

### Eerste fase: mislukte schijnaanval

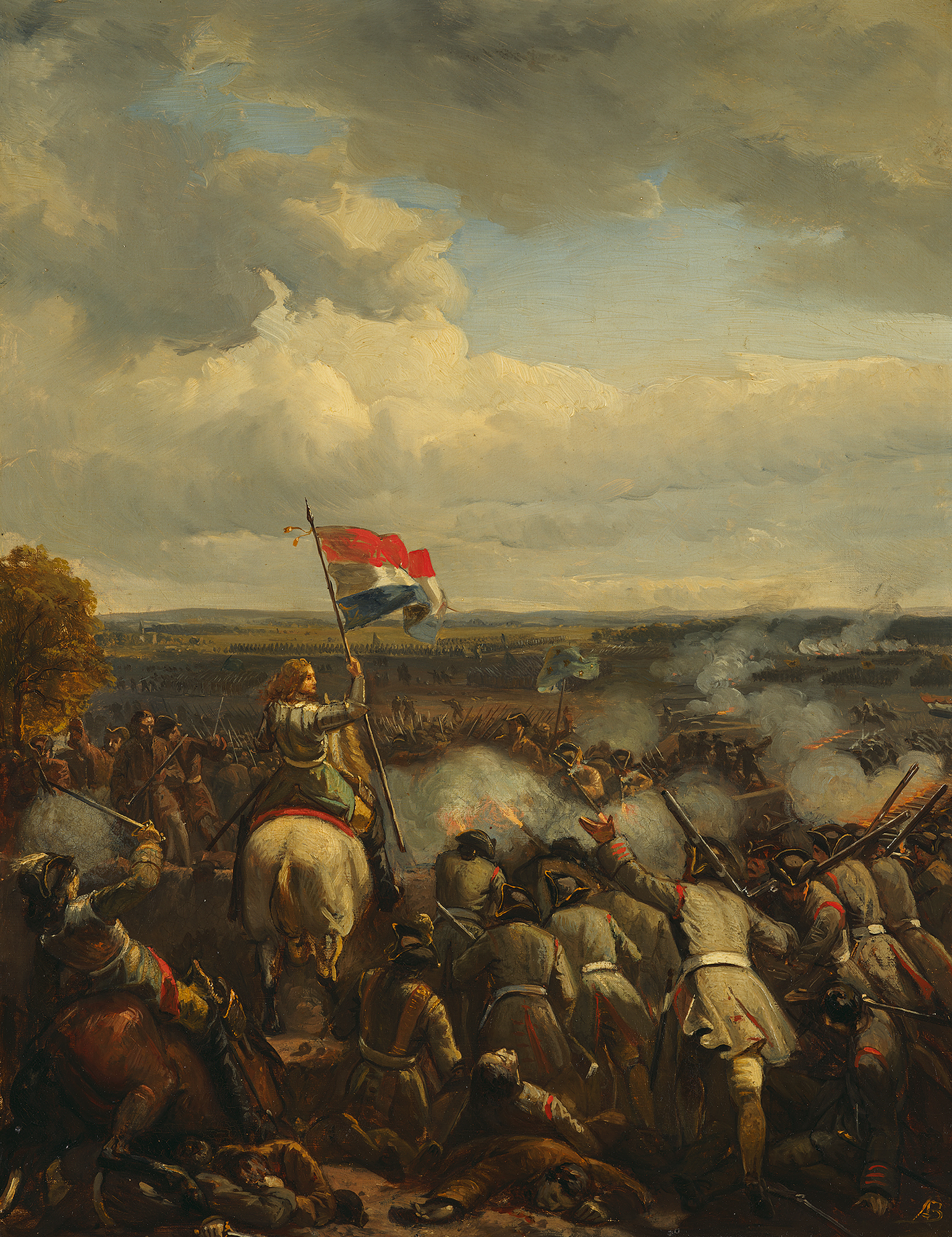
De Prins van Oranje en zijn Nederlandse troepen tijdens de slag

Het krijgsplan overleefde de eerste minuten van de slag niet. De bedoeling was de beide Franse vleugels bijna gelijktijdig aan te vallen, waarbij de Britse troepen van generaal Withers aanvankelijk aan de Nederlandse linkervleugel waren toegedacht. Withers (die van het beleg van Doornik moest komen) arriveerde echter te laat en werd daarom op de rechtervleugel, in plaats van de linker, geplaatst. De linkervleugel was daarom te zwak om het oorspronkelijke plan door te voeren en moest toen een secundaire aanval inzetten, een half uur later dan de rechtervleugel.
Marlborough had overigens verzuimd de Prins van Oranje hierover in te lichten. Die begon derhalve op de afgesproken tijd (8.30 uur), een half uur na het begin van de aanval op de rechtervleugel, met een serieuze aanval, waar een schijnaanval beoogd was. De Schots/Zwitsers/Nederlandse troepen onder zijn bevel waren sterk in de minderheid door het ontbreken van het contingent van Withers. Bovendien vielen zij aan op een versterkt front, waar bovendien een Franse batterij van rechts enfilerend vuur kon afgeven. Duizenden Schotten en Nederlanders werden dan ook neergemaaid, terwijl zij in voorbeeldige discipline opmarcheerden. Niettemin veroverden zij de Franse veldwerken voor de eerste maal. Zij hadden echter te grote verliezen geleden om weerstand te kunnen bieden aan een tegenaanval van de Franse reserve achter dit deel van het front en moesten, nog steeds in voorbeeldige orde, terugtrekken, waarbij velen, ook hoge officieren, sneuvelden.
De prins van Oranje, die inmiddels al twee paarden onder zich weggeschoten had gezien, leidde nu persoonlijk een nieuwe infanterieaanval te voet. Onder grote verliezen werd opnieuw de Franse linie veroverd, waarbij de prins persoonlijk een Zwitsers vaandel op de borstwering plantte. Maar opnieuw werden de Staatse troepen teruggedreven, nu in wanorde. Onderwijl hadden zeven Staatse bataljons onder lt.-gen. Fagel de strategisch gelegen Bléronhoeve zonder succes aangevallen. De aanval op de linkervleugel was derhalve een totale mislukking. Ook op de rechtervleugel maakten de geallieerden geen vorderingen, zij het dat de verliezen die daar geleden werden aanzienlijk lichter waren.

### Middenspel
Marlborough werd nu geconfronteerd met het feit dat de slag niet volgens zijn plan verliep. In plaats van dat het Franse centrum werd uitgedund, verloren juist de geallieerde vleugels aan kracht. Hij ging daarom op weg naar de linkervleugel en ontmoette onderweg gedeputeerde te velde Goslinga die was gekomen om hulp voor de benarde Nederlanders te halen. De prins van Oranje stond namelijk op het punt voor de derde maal een charge te leiden. Marlborough en Eugenius spoedden zich daarom naar de plaats waar Johan Willem Friso zich bevond om dit onzalige voornemen te verbieden. De linkervleugel was duidelijk "hors de combat" voor het moment.
De opperbevelhebbers reden terug naar de rechterflank, waar de geallieerde aanval in het bos van Tasnières vorderingen begon te maken. Villars zag met lede ogen aan dat zijn linkervleugel werd teruggedrongen, waardoor zijn centrum werd ontbloot. Hij begon nu te doen, waarop Marlborough had gehoopt: hij zond versterkingen uit het centrum naar de linkervleugel. Dit had in eerste instantie tot gevolg dat de voortgang van de Pruisische en Oostenrijkse troepen werd gestuit. Toen Eugenius zich er persoonlijk mee bemoeide, werd hij door een schampschot geraakt. Hij raakte echter niet buiten gevecht.
De geallieerde rechtervleugel brak uiteindelijk, na zware verliezen, uit het bos en kwam in zicht van de Franse cavalerie, die achter het front stond opgesteld. De Franse linie kon nu bovendien onder enfilerend vuur worden gebracht. De Fransen waren echter nog niet verslagen. Zij hadden zich op een tweede verdedigingslinie achter het bos van Tasnières teruggetrokken en maakten zich op, van daaruit met 50 bataljons een tegenaanval op Lottum en Schulenburg te openen.
Inmiddels had Marlborough zich bij Eugenius gevoegd en beiden hielden krijgsraad in het bos. Marlborough besloot de geallieerde reserves in het centrum in te zetten. Orkney begon nu een Brits-Pruisische infanterieaanval, ondersteund door de cavalerie van de prins van Auvergne en van Hessen-Kassel. Die ondervond nauwelijks tegenstand, omdat de meeste Franse troepen naar de linkervleugel waren verhuisd. De Franse Garde, in reserve achter dit deel van het front opgesteld, deed niets om de Britten te verdrijven.
De Nederlandse linkervleugel kwam nu opnieuw in beweging en bezette opnieuw (voor de derde maal) de veldwerken van de Franse rechtervleugel, terwijl nu de 29 eskadrons van Hesse-Kassel om die vleugel heentrokken door het nu ontstane gat in de linie. Ook de prins van Auvergne trok op met zijn 30 Nederlandse eskadrons in het centrum van de linie, gevolgd door gen. Wood met de hele Britse cavalerie; Buelow met de Pruisische en Hannoverse cavalerie; en Wuertemberg en Vehlen met de keizerlijke cavalerie. In totaal stonden nu 30.000 geallieerde ruiters klaar om de slag te beslissen.

### De Crisis
Inmiddels was echter Villars met zijn tegenaanval op de geallieerde rechtervleugel begonnen. Die begon met een succes voor de Franse cavalerie: de Engelse cavalerie-eskadrons van Withers, die uit het bos van Tasnières naar voren waren gekomen, werden volledig vernietigd door Franse carabiniers. Op dit moment arriveerde echter de bevelhebber van de Franse artillerie, Saint Hillaire, met het verpletterende nieuws dat het Franse centrum was doorbroken. Er restte Villars nu niet anders dan een vlucht naar voren. Hij viel de geallieerde rechterflank, nu onder direct bevel van Eugenius, frontaal aan. Tijdens die aanval werd Villars ernstig aan het been gewond. Hij probeerde desondanks de strijd voort te zetten, maar raakte buiten bewustzijn. Op hetzelfde moment raakten ook de generaals Albergotti en Chemerault buiten gevecht.
Door deze gelijktijdige verliezen van drie bevelhebbers werd uiteraard het Franse opperbevel op het cruciale moment tijdens de tegenaanval gedesorganiseerd. Begrijpelijkerwijs wijten Franse historici het mislukken van de tegenaanval aan deze ernstige tegenvaller. Hoe dat ook zij, de Franse linkervleugel trok zich in goede orde terug en wist het contact met de geallieerden te verbreken. Eugenius was niet in staat een achtervolging te organiseren.
Boufflers nam nu het opperbevel over en gaf het sein voor de cavalerieslag, die de veldslag afsloot. Hij stelde zich aan het hoofd van de elite-Maison du Roi-cavalerie-eenheden en stortte zich op de prins van Auvergne. Die werd teruggedreven op de door de Britten bezette veldwerken. Hier bracht het Britse infanterievuur de Franse aanval tot staan. Nu mengde ook de Britse cavalerie zich in de strijd, die met de blanke sabel werd gevoerd. De hevige strijd golfde heen en weer. Tot zes keer toe dreven de Fransen de geallieerden terug naar de redans, om dan weer zelf te worden teruggeslagen. Toen ook de overige geallieerde cavalerie-eenheden zich ontplooiden, werd de overmacht te groot voor de Fransen. Hoewel persoonlijk aan het gevecht deelnemend, verloor Boufflers het overzicht niet. Hij gebruikte de resterende cavaleriereserves om de terugtrekkende Franse infanterie onder bevel van d'Artagnan te dekken in haar ordelijke aftocht naar Quiévrain, Bavai en Maubeuge. De slag was om 15 uur ten einde.

## Nasleep
De geallieerden waren niet in staat een achtervolging in te zetten. De geleden verliezen waren daarvoor te groot. Die bedroegen in totaal naar schatting 18.100 infanteristen en 2500 cavaleristen aan doden en gewonden aan geallieerde zijde. Daaronder waren 2380 doden en 6080 gewonden bij de Staatse infanterie, een verliespercentage voor dit contingent van meer dan 50%. De Fransen hadden ca. 11.000 doden en gewonden.
Villars schreef dan ook later, niet zonder ironie, aan koning Lodewijk: « Si Dieu nous fait la grâce de perdre encore une pareille bataille, Votre Majesté peut compter que tous ses ennemis seront détruits. » De slachting werd inderdaad pas in omvang overtroffen door die van de slag bij Borodino in 1812. Het Nederlandse leger was gebroken; de bloem der natie gesneuveld. Mogelijk belangrijker was, dat de grote verliezen bijdroegen aan de beginnende oorlogsmoeheid aan geallieerde zijde, vooral in Groot-Brittannië. Frankrijk, daarentegen, veerde weer op, en zag kans door het rekken van de oorlog, en het tegen elkaar uitspelen van de geallieerden, uiteindelijk een gunstige vrede in de wacht te slepen.
De onmiddellijke gevolgen op militair gebied waren nog wel gunstig voor de geallieerden. De belegering van Bergen werd met succes voortgezet. De vesting capituleerde op 20 oktober 1709. De Fransen trokken zich achter de linie van de Rhônelle terug. De campagne kwam daarmee voor 1709 ten einde.
Mede gezien de grote verliezen riep het handelen van de Nederlandse legerleiding in de eerste fase van de slag achteraf scherpe kritiek op. Het oorspronkelijk krijgsplan had niet voorzien in een frontale aanval op de Franse stellingen, maar in een omtrekkende beweging door het bos van Lanière. Waarom hiervan werd afgeweken is niet bekend. Vaak wordt gespeculeerd dat de Nederlanders zich gepikeerd voelden, dat hun een ondergeschikte rol in de slag was toegedacht en ook, dat zij zich de kortste weg naar de krijgsbuit in de Franse bagagetrein wilden banen. Een militair meer acceptabele reden zou kunnen zijn, dat bij het doortrekken van een dicht woud de marsformaties niet gehandhaafd konden blijven, zodat een gedisciplineerde formatie er aan de andere kant als een bende janhagel uit zou komen, die dan onder vijandelijk vuur geherformeerd zou moeten worden. (Dit gebeurde inderdaad op de rechtervleugel, waar wel de weg door het bos werd gezocht).
Hoe dit ook zij, de grote felheid van de aanval door het Staatse leger had wel tot gevolg dat Marlboroughs krijgsplan uiteindelijk succes had: de grote druk die op de vleugel van Boufflers werd uitgeoefend, had tot gevolg dat die niet in staat was hulptroepen naar de bedreigde linkervleugel van de Fransen te sturen. Villars was daardoor gedwongen die troepen uit het centrum van de verdediging te halen, zoals Marlborough ook beoogd had. De geallieerde aanval op dat centrum kon daardoor succes hebben. Misschien heeft Marlborough daarom Johan Willem Friso nooit beschuldigd van het niet opvolgen van zijn bevelen en zelf de verantwoordelijkheid voor de zware verliezen op zich genomen.